# Evropská matematická společnost
Evropská matematická společnost (EMS) je evropská organizace podporující rozvoj matematiky v Evropě. Jejími členy jsou různé matematické společnosti v Evropě, akademické instituce a jednotliví matematici. Současným předsedou je Jan Philip Solovej, profesor na katedře matematiky na Univerzitě v Kodani.

## Cíle
Společnost podporuje matematiky na univerzitách, výzkumných ústavech a dalších formách vysokoškolského vzdělávání. Usiluje o rozvoj všech aspektů matematiky v Evropě, zejména matematického výzkumu, vztahu matematiky ke společnosti, vztahu k evropským institucím a matematického vzdělávání.
EMS je přidruženým členem Mezinárodní matematické unie a přidruženým členem Mezinárodní rady pro průmyslovou a aplikovanou matematiku (ICIAM ).

## Historie

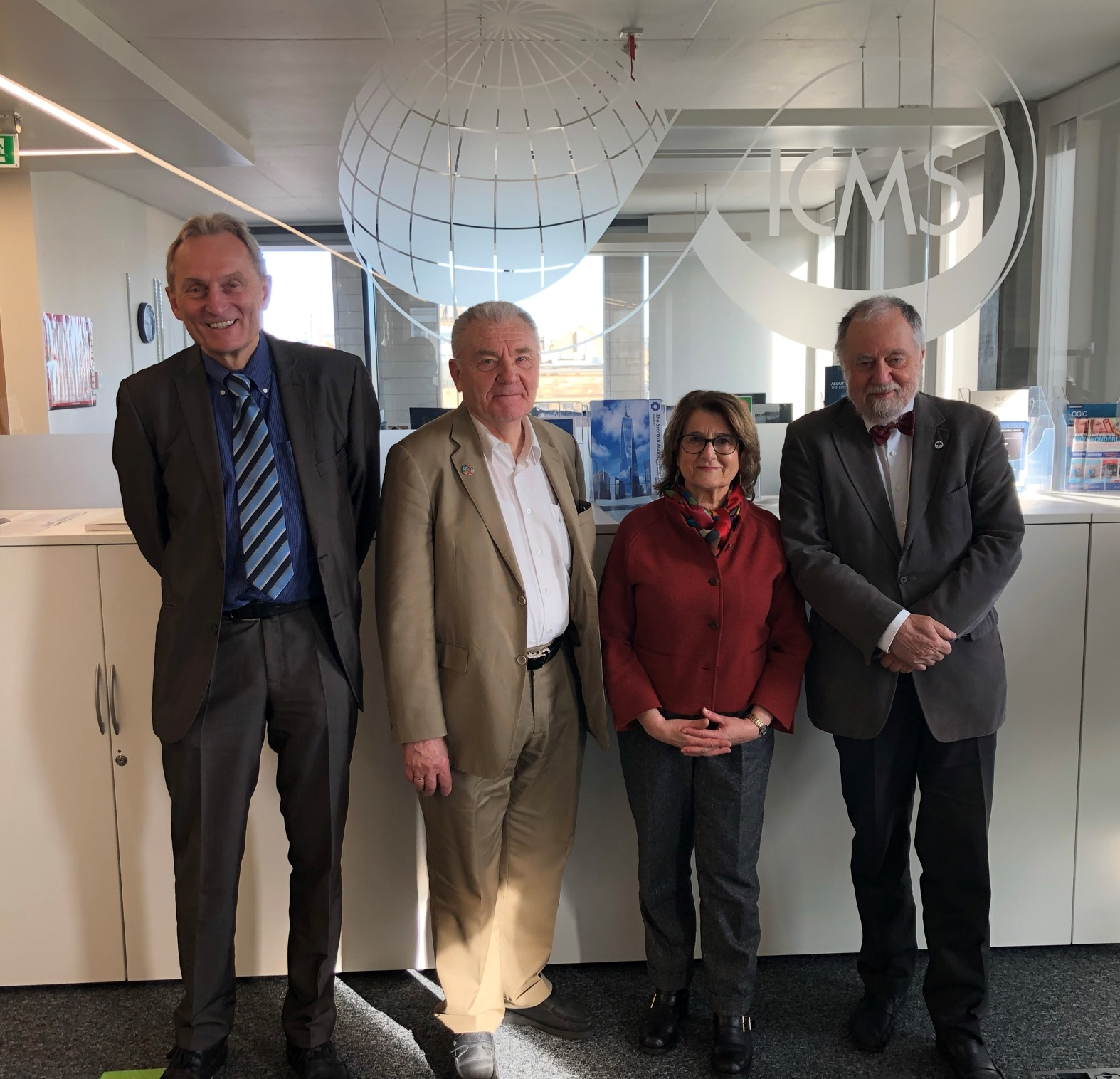
Čtyři předsedové EMS: Volker Mehrmann (2019–2023), Jean-Pierre Bourguignon (1995–1998), Marta Sanz-Solé (2011–2014), a Pavel Exner (2015–2018)na oslavě 30. výročí EMS v Mezinárodním centru pro matematické vědy v Edinburghu.

Předchůdcem EMS byla Evropská matematická rada založená v roce 1978 na Mezinárodním kongresu matematiků v Helsinkách. Této neformální federaci matematických společností předsedal sir Michael Atiyah. Evropská matematická společnost byla založena 28. října 1990 v Mądralinu nedaleko Varšavy s Friedrichem Hirzebruchem jako zakládajícím předsedou. Zpočátku měla EMS 27 členských společností. První Evropský matematický kongres (ECM) se konal na univerzitách Sorbonne a Panthéon-Sorbonne v Paříži v roce 1992 a nyní se koná každé 4 roky na různých místech po celé Evropě. Pořadatelem je EMS. Poslední ECM (odložený o rok kvůli pandemii covidu) se konal v roce 2021 v Portoroži ve Slovinsku.

### Předsedové EMS[6]
1. Friedrich Hirzebruch, 1990–1994
2. Jean-Pierre Bourguignon, 1995–1998
3. Rolf Jeltsch, 1999–2002
4. John Kingman, 2003–2006
5. Ari Laptev, 2007–2010
6. Marta Sanz-Solé, 2011–2014
7. Pavel Exner, 2015–2018
8. Volker Mehrmann, 2019–2022
9. Jan Philip Solovej, 2023–2026

## Struktura a vedení
Nejvyšším orgánem EMS je Rada, kterou tvoří delegáti zastupující všechny kolektivní a individuální členy EMS. Rada se schází každé 2 roky a jmenuje předsedu a výkonný výbor, kteří zodpovídají za chod společnosti.
EMS se řídí stanovami a interní směrnicí. Sídlem EMS je Helsinská univerzita.
Výkonný výbor zřizuje stálé výbory pro aplikace a mezioborové vztahy, rozvojové země, matematické vzdělávání, ERCOM (ředitelé evropských výzkumných center v matematických vědách), etiku, evropskou solidaritu, konference, publikace a jejich elektronické šíření, zvyšování veřejného povědomí o matematice, a ženy v matematice.

## Podpora vědeckých aktivit
EMS poskytuje záštitu a finanční podporu pořádání vědeckých akcí a účasti matematiků v nich.. Pro posílení role a možností rozvoje mladých matematiků v Evropě je od roku 2023 zřízena Mladá akademie EMS.

## Ceny
Na Evropském matematickém kongresu (ECM), který se koná každé čtyři roky pod záštitou společnosti, se uděluje deset cen EMS „mladým vědcům ne starším 35 jako ocenění jejich vynikajících příspěvků v matematice“.
Cena Felixe Kleina (dotovaná Ústavem pro průmyslovou matematiku v Kaiserslauternu) se uděluje od roku 2000 „mladému vědci nebo malé skupině mladých vědců (obvykle ve věku do 38 let) za použití sofistikovaných metod vedoucích k vynikajícímu řešení konkrétní a obtížné průmyslové úlohy, které je plně akceptováno průmyslem."
Cena Otto Neugebauera (dotovaná nakladatelstvím Springer Verlag) se uděluje od roku 2012 vědci nebo nebo skupině vědců „za vysoce originální a významnou práci v oblasti historie matematiky, která zlepšuje naše chápání vývoje matematiky nebo konkrétního matematickho předmětu v libovolném období a v libovolné zeměpisné oblasti“.
Níže jsou uvedeni dosavadní ocenění (symbol F označuje matematiky, kteří později získali Fieldsovu medaili).

### Ocenění v roce 1992
Ceny EMS: Richard Borcherds (UK)F, Jens Franke (Německo), Alexander Goncharov (Rusko), Maxim Kontsevich (Rusko)F, François Labourie (Francie), Tomasz Łuczak (Polsko), Stefan Müller (Německo), Vladimír Šverák (Československo), Gábor Tardos (Maďarsko), Claire Voisin (Francie)

### Ocenění v roce 1996
Ceny EMS: Alexis Bonnet (Francie), Timothy Gowers (UK)F, Annette Huber-Klawitter (Německo), Aise Johan de Jong (Holandsko), Dmitry Kramkov (Rusko), Jiří Matoušek (Česká republika), Loïc Merel (Francie), Grigori Perelman (Rusko)F, odmítl, Ricardo Pérez-Marco (Španělsko/Francie), Leonid Polterovich (Rusko/Izrael)

### 2000 prizes
Ceny EMS: Semyon Alesker (Izrael), Raphaël Cerf (Francie), Dennis Gaitsgory (Moldávie), Emmanuel Grenier (Francie), Dominic Joyce (UK), Vincent Lafforgue (Francie), Michael McQuillan (UK), Stefan Nemirovski (Rusko), Paul Seidel (UK/Itálie), Wendelin Werner (Francie)F
Cena Felixe Kleina: David C. Dobson (USA)

### 2004 prizes
Ceny EMS: Franck Barthe (Francie), Stefano Bianchini (Itálie), Paul Biran (Izrael), Elon Lindenstrauss (Izrael)F, Andrei Okounkov (Rusko)F, Sylvia Serfaty (Francie), Stanislav Smirnov (Rusko)F, Xavier Tolsa (Španělsko), Warwick Tucker (Austrálie/Švédsko), Otmar Venjakob (Německo)
Cena Felixe Kleina: neudělena

### 2008 prizes
Ceny EMS: Artur Avila (Brazílie)F, Alexei Borodin (Rusko), Ben J. Green (UK), Olga Holtz (Rusko), Boáz Klartag (Izrael), Alexander Kuznetsov (Rusko), Assaf Naor (USA/Izrael), Laure Saint-Raymond (Francie), Agata Smoktunowicz (Polsko), Cédric Villani (Francie)F
Cena Felixe Kleina: Josselin Garnier (Francie)

### 2012 prizes
Ceny EMS: Simon Brendle (Německo), Emmanuel Breuillard (Francie), Alessio Figalli (Itálie)F, Adrian Ioana (Rumunsko), Mathieu Lewin (Francie), Ciprian Manolescu (Rumunsko), Grégory Miermont (Francie), Sophie Morel (Francie), Tom Sanders (UK), Corinna Ulcigrai (Itálie)
Cena Felixe Kleina: Emmanuel Trélat (Francie)
Cena Otto Neugebauera: Jan P. Hogendijk (Holandsko)

### 2016 prizes
Ceny EMS: Sara Zahedi (Írán/Švédsko), Mark Braverman (Izrael), Vincent Calvez (Francie), Guido de Philippis (Itálie), Peter Scholze (Německo)F, Péter Varjú (Maďarsko), Thomas Willwacher (Německo), James Maynard (UK)F, Hugo Duminil-Copin (Francie)F, Geordie Williamson (Austrálie)
Cena Felixe Kleina: Patrice Hauret (Francie)
Cena Otto Neugebauera: Jeremy Gray (UK)

### 2020 prizes
Ceny EMS: Karim Adiprasito (Německo), Ana Caraiani (Rumunsko), Alexander Efimov (Rusko), Simion Filip (Moldávie), Aleksandr Logunov (Rusko), Kaisa Matomäki (Finsko), Phan Thành Nam (Vietnam), Joaquim Serra (Španělsko), Jack Thorne (UK), Maryna Viazovska (Ukrajina)F
Cena Felixe Kleina: Arnulf Jentzen (Německo)
Cena Otto Neugebauera: Karine Chemla (Francie)

## Národní společnosti s plným členstvím v EMS
| - Belgická matematická společnost - Belgická statistická společnost - Bosenská matematická společnost - Česká matematická společnost - Černohorská společnost matematiků a fyziků - Dánská matematická společnost - Edinburská matematická společnost - Estonská matematická společnost - Finská matematická společnost - Francouzská matematická společnost - Francouzská společnost pro aplikovanou a průmyslovou matematiku (SMAI) - Gruzínská matematická jednota - Holandská královská matematická společnost - Chorvatská matematická společnost - Irská matematická společnost - Islandská matematická společnost - Italská asociace pro matematiku užitou v elonomii a společenských vědách (AMASES) | - Izraelská matematická společnost - Italská společnost pro aplikovanou a průmyslovou matematiku (SIMAI) - Jednota bulharských matematiků - Katalánská matematická společnost - Kosovská matematická společnost - Kyperská matematická společnost - Litevská matematická společnost - Londýnská matematická společnost - Lotyšská matematická společnost - Lucemburská matematická společnost - Matematická společnost Jánose Bolyaie - Matematická společnost Malty - Moskevská matematická společnost - Německá matematická společnost - Norská matematická společnost - Norská statistická asociace - Petrohradská matematická společnost | - Polská matematická společnost - Portugalská matematická společnost - Rumunská matematická společnost - Řecká matematická společnost - Slovenská matematická společnost - Slovinská společnost matematiků, fyziků a astronomů - Slovinská společnost pro diskrétní a aplikovanou matematiku - Společnost pro aplikovanou a průmyslovou matematiku (GAMM) - Španělská královská matematická společnost - Španělská společnost pro aplikovanou matematiku - Španělská společnost pro statistiku a oprační výzkum - Švédská matematická společnost - Švýcarská matematická společnost - Turecká matematická společnost - Ukrajinská matematická společnost - Ústav pro matematiku a její aplikace |

## Publikace
EMS je jediným vlastníkem vydavatelství EMS Press, které vydává více než 25 recenzovaných časopisů, včetně následujících:
- Algebraic Geometry
- Annales de l’Institut Henri Poincaré C
- Annales de l’Institut Henri Poincaré D
- Commentarii Mathematici Helvetici
- Documenta Mathematica
- Elemente der Mathematik
- EMS Surveys in Mathematical Sciences
- Groups, Geometry, and Dynamics
- Interfaces and Free Boundaries
- Journal of Combinatorial Algebra
- Journal of Fractal Geometry
- Journal of Noncommutative Geometry
- Journal of Spectral Theory
- Journal of the European Mathematical Society
- L’Enseignement Mathématique
- Mathematical Statistics and Learning
- Memoirs of the European Mathematical Society
- Oberwolfach Reports
- Portugaliae Mathematica
- Publications of the Research Institute for Mathematical Sciences
- Quantum Topology
- Rendiconti del Seminario Matematico della Università di Padova
- Rendiconti Lincei - Matematica e Applicazioni
- Revista Matemática Iberoamericana
- Zeitschrift für Analysis und ihre Anwendungen

EMS Press také od roku 2003 vydalo více než 200 knih v matematice, v tištěné i digitální podobě.
Kromě toho vydává Magazine of the European Mathematical Society, často nazývaný EMS Magazine, dříve známý jako Newsletter of the European Mathematical Society, který byl založen v roce 1991. Obsahuje zprávy a výklady nejnovějšího vývoje v matematickém výzkumu. Vychází čtvrtletně a je volně přístupný. Současným šéfredaktorem je Fernando da Costa (2020–) (nástupce Valentina Zagrebnova (2016–2020)).
EMS také podporuje  Encyklopedii matematiky.